# Bulgarische Leichtathletik-Hallenmeisterschaften 2021
Die Bulgarischen Leichtathletik-Hallenmeisterschaften 2021 wurden vom 6. bis zum 7. Februar in der Asics Arena in Hauptstadt Sofia ausgetragen. Die Mehrkampfbewerbe wurde am 3. und 4. März ausgetragen.

## Medaillengewinner

### Männer
| Disziplin         | Gold                                                                   | Leistung       | Silber                | Leistung       | Bronze            | Leistung       |
| ----------------- | ---------------------------------------------------------------------- | -------------- | --------------------- | -------------- | ----------------- | -------------- |
| 60 m              | Denis Dimitrow                                                         | 6,78 s         | Wesselin Jiwkow       | 6,80 s SB      | Petar Peew        | 6,87 s         |
| 200 m             | Wesselin Jiwkow                                                        | 21,51 s PB     | Antonio Iwanow        | 21,82 s PB     | Teodor Sopozki    | 22,10 s PB     |
| 400 m             | Jordan Gjurow                                                          | 48,11 s PB     | Antonio Iwanow        | 48,39 s PB     | Welin Kowalenko   | 48,40 s PB     |
| 800 m             | Alex Wassilew                                                          | 1:52,28 min PB | Christijan Stojanow   | 1:53,75 min    | Erkan Nizam       | 1:54,15 min PB |
| 1500 m            | Christijan Stojanow                                                    | 3:53,44 min PB | Nikolaj Natschew      | 4:01,31 min PB | Miroslaw Spassow  | 4:06,43 min PB |
| 3000 m            | Mitko Zenow                                                            | 8:17,10 min SB | Stojan Wladkow        | 8:29,49 min SB | Jolo Nikolow      | 8:33,28 min SB |
| 60 m Hürden       | Stanislaw Stankow                                                      | 7,77 s         | Dobromir Nikolow      | 8,17 s PB      | Nikolai Nikolow   | 8,49 s SB      |
| 4 × 400 m Staffel | Akademik Sofia Todor Todorow Alex Wassilew Martin Jiwkow Jordan Gjurow | 3:19,05 min    |                       |                |                   |                |
| Hochsprung        | Tichomir Iwanow                                                        | 2,23 m         | Boschidar Sarabojukow | 2,04 m PB      | Milko Gemedschiew | 2,00 m =PB     |
| Stabhochsprung    | Alex Ljubenow                                                          | 5,12 m PB      | Ewgeni Enew           | 4,82 m         | Kamen Zenkow      | 4,42 m SB      |
| Weitsprung        | Daniel Dobrew                                                          | 7,76 m         | Boris Linkow          | 7,47 m         | Daniel Ankow      | 7,20 m SB      |
| Dreisprung        | Georgi Zonow                                                           | 16,21 m SB     | Dimitar Taschew       | 15,12 m PB     | Martin Totschew   | 14,88 m PB     |
| Kugelstoßen       | Georgi Iwanow                                                          | 17,95 m SB     | Christo Bankow        | 16,17 m        | Galin Kostadinow  | 15,77 m SB     |

### Frauen
| Disziplin      | Gold              | Leistung       | Silber              | Leistung        | Bronze                | Leistung        |
| -------------- | ----------------- | -------------- | ------------------- | --------------- | --------------------- | --------------- |
| 60 m           | Inna Eftimowa     | 7,27 s SB      | Nikol Andonowa      | 7,56 s PB       | Wiktorija Georgiewa   | 7,58 s SB       |
| 200 m          | Wanessa Jankowa   | 25,11 s PB     | Kristina Borukowa   | 25,12 s PB      | Wanessa Chandschijska | 25,74 s         |
| 400 m          | Kristina Borukowa | 55,76 s PB     | Wanessa Jankowa     | 56,40 s PB      | Polina Todorowa       | 56,58 s SB      |
| 800 m          | Polina Todorowa   | 2:10,68 min SB | Monika Georgiewa    | 2:15,84 min PB  | Denislawa Borissowa   | 2:15,95 min PB  |
| 1500 m         | Dewora Awramowa   | 4:36,30 min PB | Jasna Petrowa       | 4:37,66 min PB  | Monika Georgiewa      | 4:40,06 min SB  |
| 3000 m         | Marinela Ninewa   | 09:53,22 min   | Jasna Petrowa       | 10:02,97 min PB | Dewora Awramowa       | 10:18,47 min SB |
| 60 m Hürden    | Elena Mitewa      | 8,27 s PB      | Nikol Andonowa      | 8,50 s PB       | Isabela Sokolowa      | 8,60 s =PB      |
| Hochsprung     | Galina Nikolowa   | 1,70 m SB      | Wiktorija Milanowa  | 1,60 m =PB      | Dijana Konsulowa      | 1,55 m          |
| Stabhochsprung | Polina Mitowa     | 3,51 m         | Jowa Petrowa        | 3,21 m          | Wanessa Dimitrowa     | 2,61 m SB       |
| Weitsprung     | Milena Mitkowa    | 6,41 m SB      | Plamena Tschakarowa | 5,85 m PB       | Petja Sofijska        | 5,74 m          |
| Dreisprung     | Dimana Jordanowa  | 12,72 m PB     | Nikol Andonowa      | 12,67 m PB      | Alexandra Janewa      | 12,25 m         |
| Kugelstoßen    | Michaela Petkowa  | 13,76 m        | Renata Petkowa      | 13,02 m         | Iwelina Milkowa       | 12,56 m PB      |
| Fünfkampf      | Nikol Andonowa    | 3580 Punkte PB | Elena Mitewa        | 3476 Punkte PB  | Iwa Alexandrowa       | 3458 Punkte SB  |